# JBOD
JBOD, Just a Bunch Of Disks betyder bara en bunt diskar eller helt enkelt en bunt diskar, är ett uttryck som kan användas för att beskriva en konfiguration där hårddiskarna är konfigurerade att användas som självständiga individuella diskar. Detta är exempel på så kallad non-raid.
Externa lagringschassin som har plats för flera diskar brukar ibland märkas JBOD för att påvisa avsaknaden av möjlighet till hårdvaru-raid.